# Söderhamns stad
Denna artikel handlar om den tidigare kommunen Söderhamns stad. För orten se Söderhamn, för dagens kommun, se Söderhamns kommun.
Söderhamns stad var en stad och kommun i Gävleborgs län. Centralort var Söderhamn och kommunkod 1952-1970 var 2182.

## Administrativ historik
Söderhamn fick stadsprivilegier den 7 september 1620 och erhöll samtidigt genom donation betydande jordegendomar, innefattande bland annat Stugsund och Sandarne samt öar och skär, däribland Storjungfrun. 
Staden inrättades sedan som stadskommun den 1 januari 1863 när 1862 års kommunalförordningar trädde i kraft.
Den 1 januari 1950 (enligt beslut den 26 november 1948) överfördes från Söderhamns stad och församling till Söderala landskommun, socken och Söderala församling vissa obebodda områden omfattande en areal av 0,03 km², varav allt land.
Staden påverkades inte av kommunreformen 1952 och förblev oförändrad fram till den 1 januari 1971 då den kom att bli en del av den nya Söderhamns kommun.

### Judiciell tillhörighet
Staden hade egen jurisdiktion, rådhusrätt till 1965 varefter staden ingick i Sydöstra Hälsinglands domsagas tingslag.

### Kyrklig tillhörighet
Staden tillhörde i kyrkligt hänseende Söderhamns församling och efter 1917 även Sandarne församling.

### Sockenkod
För registrerade fornfynd med mera så återfinns staden inom ett område definierat av sockenkod 2440 som motsvarar den omfattning staden hade kring 1950.

## Stadsvapnet
Blasonering: I en sköld av silver en röd pinass med däruti ställda tvenne korslagda musköter av samma färg.
Detta vapen fastställdes av Kungl. Maj:t den 28 januari 1927. Vapnet förs idag av den nuvarande Söderhamns kommun. Se artikeln om Söderhamns kommunvapen för mer information.

## Geografi
Söderhamns stad omfattade den 1 januari 1952 en areal av 42,16 km², varav 41,10 km² land. Efter nymätningar och arealberäkningar färdiga den 1 januari 1961 omfattade staden samma datum en areal av 43,72 km², varav 42,89 km² land.

### Tätorter i staden 1960
| Tätort             | Folkmängd |
| ------------------ | --------- |
| Söderhamn, del ava | 10 993    |
| Sandarne, del avb  | 1 642     |

Tätortsgraden i staden var den 1 november 1960 97,6 procent.

## Befolkningsutveckling
| Befolkningsutvecklingen i Söderhamns stad 1805–1970 | Befolkningsutvecklingen i Söderhamns stad 1805–1970 | Befolkningsutvecklingen i Söderhamns stad 1805–1970 | Befolkningsutvecklingen i Söderhamns stad 1805–1970 | Befolkningsutvecklingen i Söderhamns stad 1805–1970 |
| --- | --------------------------------------------------- | --------------------------------------------------- | --------------------------------------------------- | --------------------------------------------------- |
| |                                                     |                                                     |                                                     |                                                     |
| År |                                                     |                                                     | Folkmängd                                           |                                                     |
| 1805 | 1805                                                |                                                     | 1 435                                               |                                                     |
| 1810 | 1810                                                |                                                     | 1 348                                               |                                                     |
| 1820 | 1820                                                |                                                     | 1 389                                               |                                                     |
| 1830 | 1830                                                |                                                     | 1 514                                               |                                                     |
| 1840 | 1840                                                |                                                     | 1 590                                               |                                                     |
| 1850 | 1850                                                |                                                     | 1 757                                               |                                                     |
| 1860 | 1860                                                |                                                     | 2 786                                               |                                                     |
| 1870 | 1870                                                |                                                     | 4 656                                               |                                                     |
| 1880 | 1880                                                |                                                     | 7 937                                               |                                                     |
| 1890 | 1890                                                |                                                     | 10 093                                              |                                                     |
| 1900 | 1900                                                |                                                     | 11 258                                              |                                                     |
| 1910 | 1910                                                |                                                     | 11 412                                              |                                                     |
| 1920 | 1920                                                |                                                     | 11 264                                              |                                                     |
| 1930 | 1930                                                |                                                     | 11 644                                              |                                                     |
| 1935 | 1935                                                |                                                     | 11 289                                              |                                                     |
| 1940 | 1940                                                |                                                     | 10 004                                              |                                                     |
| 1945 | 1945                                                |                                                     | 9 981                                               |                                                     |
| 1950 | 1950                                                |                                                     | 11 524                                              |                                                     |
| 1955 | 1955                                                |                                                     | 12 224                                              |                                                     |
| 1960 | 1960                                                |                                                     | 12 951                                              |                                                     |
| 1965 | 1965                                                |                                                     | 13 387                                              |                                                     |
| 1970 | 1970                                                |                                                     | 13 935                                              |                                                     |
| Anm: För åren 1805-1945: befolkning enligt folkräkning 31 december enligt den administrativa indelningen den 1 januari följande år. 1950 avser befolkning enligt folkräkning den 31 december enligt den administrativa indelningen den 1 januari 1952. 1955 avser den kyrkobokförda befolkningen den 31 december enligt den administrativa indelningen den 1 januari följande år. 1960 och 1965 avser befolkning enligt folkräkning den 1 november enligt den administrativa indelningen den 1 januari följande år. 1970 avser befolkning enligt folkräkning den 1 november i det område som Söderhamns stad omfattade när den ombildades till Söderhamns kommun 1 januari 1971. |                                                     |                                                     |                                                     |                                                     |

## Borgmästarei Söderhamns stad
| Ämbetstid | Namn                     | Levnadstid |
| --------- | ------------------------ | ---------- |
| 1620      | Carl Olofsson Bårman     |            |
| 1637      | Simon Pädersson          |            |
|           | Hans Larsson Garp        |            |
| 1640      | Lars Nilsson Varg        |            |
|           | Carl Larsson Hög         |            |
|           | Magnus Blix den äldre    | 1635-1696  |
|           | Andreas Gries            |            |
|           | Magnus Blix den yngre    |            |
| 1719–1733 | Israel Arnell            | 1675–1733  |
| 1733–1740 | Sven Stillman            | 1704–1767  |
| 1740–1756 | Nils Wikegren            | 1711–1777  |
| 1756–1784 | Olof Hambræus den äldre  | 1722–1784  |
| 1784–1841 | Olof Hambræus den yngre  | 1761–1841  |
| 1842–1872 | Fredrik Wilhelm Linck    | 1805–1872  |
| 1872–1887 | Frans Berglöf            | 1841–1903  |
| 1887–1909 | Oswald Wikström          | 1845–1909  |
| 1909–1932 | Nils Sonesson            | 1862–1932  |
| 1933–1936 | Carl Sandström (t.f.)    | 1862–1946  |
| 1940–1963 | Axel Bäckman (t.f. 1936) | 1902–1986  |
| 1964      | Yngve Carlson (t.f.)     | 1904–1971  |

## Politik

### Stadsfullmäktiges ordförande
- 1863–1876 – Johan Gustaf Brolin
- 1876–1877 – Erik Adolf Wennström
- 1878–1880 – Erik Gustaf Östberg
- 1880–1894 – Erik Adolf Wennström
- 1895–1906 – Gabriel Schöning
- 1907–1912 – Fridlef Afzelius
- 1913–1919 – Volrath Tham
- 1919–1949 – Ernst Lindley
- 1949–1966 – Per Flodin
- 1967–1970 – Gösta Källgren

### Mandatfördelning i valen 1919–1966
|  | 17 | 7 | 8 |

| 31 |

| 2 | 15 | 5 | 11 |

| 32 |

| 4 | 14 | 3 | 12 |

| 31 |

|  | 18 | 3 | 11 |

| 32 |

| 17 | 2 | 2 | 12 |

| 32 |

| 2 | 18 |  | 2 | 10 |

| 33 |

| 4 | 19 | 3 | 7 |

| 30 |

| 5 | 18 | 2 | 8 |

| 30 |

| 7 | 15 | 3 | 5 |

| 26 |

| 4 | 18 | 6 | 2 |

| 28 |

| 4 | 16 | 6 | 4 |

| 27 |

| 4 | 16 | 5 | 5 |

| 28 |

| 3 | 17 |  | 5 | 4 |

| 28 |

| 5 | 14 | 2 | 5 | 4 |

| 27 |

### Fotnoter
1. ↑  Runeberg.org Sveriges statskalender 1925 sida 1100
2. 1 2   ( PDF) Folkräkningen den 31 december 1950, I, Areal och folkmängd inom särskilda förvaltningsområden m.m., Tätorter. Stockholm: Statistiska centralbyrån. 1952. sid. 106. Arkiverad från originalet den 1 oktober 2014. https://www.webcitation.org/6T09ZkyrB?url=http://www.scb.se/Grupp/Hitta_statistik/Historisk_statistik/_Dokument/SOS/Folkrakningen_1950_1.pdf. Läst 18 november 2017 Arkiverad 29 oktober 2013 hämtat från the Wayback Machine.
3. ↑  Per Andersson: Sveriges kommunindelning 1863-1993, Draking, Mjölby 1993, ISBN 91-87784-05-X, s. 87
4. ↑  Elsa Trolle Önnerfors: Domsagohistorik - Bollnäs tingsrätt (del av Riksantikvarieämbetets Tings- och rådhusinventeringen 1996-2007)
5. ↑  ”Förteckning (Sveriges församlingar genom tiderna)”. Skatteverket. 1989. http://www.skatteverket.se/privat/folkbokforing/omfolkbokforing/folkbokforingigaridag/sverigesforsamlingargenomtiderna/forteckning.4.18e1b10334ebe8bc80003999.html. Läst 17 december 2013.
6. ↑  Fornminnesregistret, Riksantikvarieämbetet: Söderhamns stad Fornminnen i socknen erhålls på kartan genom att skriva in sockennamn (utan "socken") i "Ange geografiskt område"
7. ↑  ”Svenska Heraldiska Föreningens vapendatabas”. Arkiverad från originalet den 18 oktober 2012. https://web.archive.org/web/20121018011750/http://databas.heraldik.se/index.php. Läst 25 januari 2011.
8. ↑   ( PDF) Folkräkningen den 1 november 1960, I, Folkmängd inom kommuner och församlingar efter kön, ålder, civilstånd m.m.. Stockholm: Statistiska centralbyrån. 1961. sid. 54 & 203. Arkiverad från originalet den 15 juli 2015. https://www.webcitation.org/6a1zkRbkC?url=http://www.scb.se/Grupp/Hitta_statistik/Historisk_statistik/_Dokument/SOS/Folkrakningen_1960_01.pdf. Läst 16 november 2017 Arkiverad 14 oktober 2013 hämtat från the Wayback Machine.
9. ↑   ( PDF) Folkräkningen den 1 november 1960, II, Folkmängd inom tätorter efter kön, ålder och civilstånd.. Stockholm: Statistiska centralbyrån. 1961. sid. 27. Arkiverad från originalet den 29 juni 2015. https://www.webcitation.org/6ZeEB9Ija?url=http://www.scb.se/Grupp/Hitta_statistik/Historisk_statistik/_Dokument/SOS/Folkrakningen_1960_02.pdf. Läst 16 november 2017 Arkiverad 24 september 2015 hämtat från the Wayback Machine.
10. ↑  ”Historisk statistik efter serie”. Statistiska centralbyrån. Arkiverad från originalet den 30 december 2017. https://web.archive.org/web/20171230122632/http://www.scb.se/sv_/hitta-statistik/historisk-statistik/digitaliserat---statistik-efter-serie/. Läst 21 juni 2019.
11. ↑  ”Folkräkningen 1910–1960”. Statistiska centralbyrån. Arkiverad från originalet den 22 augusti 2018. https://web.archive.org/web/20180822113519/https://www.scb.se/sv_/Hitta-statistik/Historisk-statistik/Digitaliserat---Statistik-efter-serie/Sveriges-officiella-statistik-SOS-utg-1912-/Folk--och-bostadsrakningarna-1860-1990/Folkrakningen-1910-1960/. Läst 21 juni 2019.
12. ↑  ”Folk- och bostadsräkningen 1965–1990”. Statistiska centralbyrån. Arkiverad från originalet den 22 augusti 2018. https://web.archive.org/web/20180822145518/https://www.scb.se/sv_/Hitta-statistik/Historisk-statistik/Digitaliserat---Statistik-efter-serie/Sveriges-officiella-statistik-SOS-utg-1912-/Folk--och-bostadsrakningarna-1860-1990/Folk--och-bostadsrakningen-1965-1990/. Läst 21 juni 2019.
13. ↑  Carl Teofil Sandström[död länk] på gravar.se